# Агатокъл
Вижте пояснителната страница за други личности с името Агатокъл.
Агатокъл (на старогръцки: Ἀγαθοκλῆς) е тиран на Сиракуза (317 – 289 пр.н.е.) и цар на Сицилия (304 – 289 пр.н.е.)
Агатокъл води продължителни войни срещу Картаген, като на два пъти, през 310 – 307 и 307 – 306 година пр.н.е. организира походи в Африка. През 306 г. пр.н.е. е сключен мирен договор, според клаузите на който се запазва старата граница в Сицилия по река Халикос. Картагенците са принудени да плащат символичен дан в жито и пари.